# マリツァ
座標: 北緯42度9分 東経24度45分 / 北緯42.150度 東経24.750度

マリツァ基礎自治体
Община Марицаマリツァ基礎自治体 ブルガリア内のマリツァ基礎自治体の位置

マリツァ基礎自治体（ブルガリア語:Община Марица / Obshtina Maritsa）はブルガリア中部の基礎自治体であり、プロヴディフ州に属する。自治体の領域はマリツァ川の北側に広がっている。プロヴディフを取り巻く郊外の村々のうち、概ねプロヴディフよりも北に位置するものがマリツァ自治体に含まれる（プロヴディフ郊外の南半分はロドピ基礎自治体に含まれる）。自治体の中心はプロヴディフに置かれているが、プロヴディフはマリツァ自治体に含まれない。

## 町村
マリツァ基礎自治体（Община Марица）には、以下の町村（集落）が存在している。
| - Бенковски - Войводиново - Войсил - Граф Игнатиево - Динк - Желязно - Калековец - Костиево - Крислово - Маноле | - Манолско Конаре - Радиново - Рогош - Скутаре - Строево - Трилистник - Труд - Царацово - Ясно поле |